# Li Xiangning
Li Xiangning (李香凝S; Qiqihar, 11 maggio 2000) è una pattinatrice artistica su ghiaccio cinese, specializzata nel singolo.

## Palmarès
GP: Grand Prix; CS: Challenger Series; JGP: Junior Grand Prix
| Internazionali | Internazionali | Internazionali | Internazionali | Internazionali | Internazionali | Internazionali | Internazionali | Internazionali |
| Evento | 2012–13        | 2013–14        | 2014–15        | 2015–16        | 2016–17        | 2017–18        | 2018-19        | 2019-20        |
| --- | -------------- | -------------- | -------------- | -------------- | -------------- | -------------- | -------------- | -------------- |
| Giochi olimpici invernali |                |                |                |                |                | 22°            |                |                |
| Campionati mondiali |                |                |                |                | 14°            | 26°            |                |                |
| Campionati dei Quattro continenti |                |                |                |                | 13°            | 10°            |                |                |
| GP Skate America |                |                |                |                |                | 10°            |                |                |
| GP Cup of China |                |                |                |                | 10°            | 8°             |                |                |
| GP NHK Trophy |                |                |                |                |                |                | R              |                |
| Cup de Nice |                |                |                |                |                | 2°             |                |                |
| Internazionali: Junior |                |                |                |                |                |                |                |                |
| Giochi olimpici giovanili |                |                |                | 12°            |                |                |                |                |
| Campionati mondiali |                |                | 21°            | 20°            | 11°            |                |                |                |
| JGP Austria |                |                |                | 6°             |                |                |                |                |
| JGP Giappone |                |                | 10°            |                |                |                |                |                |
| JGP Lettonia |                | 10°            |                | 6°             |                |                |                |                |
| JGP Slovenia |                |                | 12°            |                |                |                |                |                |
| Nazionali |                |                |                |                |                |                |                |                |
| Campionati cinesi | 12°            | 3°             | 3°             | 2°             | 2°             | 1°             |                | 13°            |
| Eventi a squadre |                |                |                |                |                |                |                |                |
| Giochi olimpici invernali |                |                |                |                |                | 6° S 7° P      |                |                |
| Giochi olimpici giovanili |                |                |                | 1° S 4° P      |                |                |                |                |
| World Team Trophy |                |                |                |                | 5° S 8° P      |                |                |                |
| J = Junior; R = Ritirata S = Risultato della squadra; P = Risultato personale. Medaglie assegnate solo per il risultato della squadra. |                |                |                |                |                |                |                |                |